# آرتيم كرافتس
ارتيم كرافتس (بالأوكرانية: Кравець Артем Анатолійович) (3 يونيو 1989 أوكرانيا - ) هو لاعب كرة قدم أوكراني، يلعب مهاجما.

## وصلات خارجية
ارتيم كرافتس على موقع الاتحاد الأوربي (الإنجليزية)
- ارتيم كرافتس على موقع اتحاد تركيا (لاعب) (الإنجليزية)
- ارتيم كرافتس على موقع اتحاد أوكرانيا (الإنجليزية)
- ارتيم كرافتس على موقع قاعدة بيانات كرة القدم.إي يو (الإنجليزية)
- ارتيم كرافتس على موقع ناشيونال فوتبول تيمز (الإنجليزية)
- ارتيم كرافتس على موقع Soccerbase.com (لاعب) (الإنجليزية)
- ارتيم كرافتس على موقع Soccerway.com (الإنجليزية)
- ارتيم كرافتس على موقع عالم كرة القدم.نت (الإنجليزية)
- ارتيم كرافتس على موقع AS.com (الإسبانية)